# Dead Space (саундтрек)
Dead Space (Original Videogame Soundtrack) — официальный саундтрек к игре Dead Space, выпущенный Electronic Arts 11 ноября 2008 года. Произведения созданы Джейсоном Грейвсом в сотрудничестве с оркестрами Northwest Sinfonia и «Скайуокер Симфони» (англ. Skywalker Symphony Orchestra), который также участвовал в создании саундтрека к Dead Space 2.
Лучший саундтрек по итогам 5-й церемонии награждения премии Британской Академии в области видеоигр.

## Создание и запись
Джейсон Грейвс по образованию — джазовый барабанщик, изучал музыку в университете Южной Калифорнии, также освоил перкуссию, гитару и фортепиано. В силу обстоятельств он испытывал панику и дискомфорт во время написания этого саундтрека. Работа шла 2 года. Вместе со звукорежиссёром Доном Векой они хотели, чтобы всё было максимально динамичным и захватывающим. Когда объединили эффекты с оркестром, это оказалось диким, жёстким, пугающим и страшным полотном. Никто не знал, окупится такое или нет. Всего у Dead Space было более трёх часов звукового сопровождения. Разработчики и звукорежиссёр потратили много времени на изучение фильмов ужасов и отошли от привычного опыта — пугают здесь не монстры, а неизвестность. Сам композитор — поклонник психологических ужасов, главный из них — «Сияние».
За первые шесть месяцев вышел предсказуемый героический научно-фантастический звук, где присутствовало много электроники и ударных. Но руководство сказало, что он недостаточно пугающий: игроки должны быть убеждены, что главный персонаж умрёт в любую секунду. Dead Space стал настоящим испытанием, поскольку в EA были непреклонны в том, что им не нужны мелодии. В итоге они получили немелодичную музыку без аккордовой последовательности. Единственным исключением является тема Николь, традиционная, которую Грейвс и любит. Ему нравятся Бернард Херрман, Джон Уильямс, Джерри Голдсмит, Пётр Чайковский, Игорь Стравинский, Кшиштоф Пендерецкий, Уильям Уолтон, Перси Грейнджер, Густав Холст. В тональности он предпочитает мажор.
Состоялись две сессии записи: одна в Сиэтле, где играли 60 музыкантов Northwest Sinfonia и в Redwood Shores со Skywalker Symphony. Оркестр исполнял музыку по гитарной табулатуре и в ритме хеви-метала, темп был сумасшедшим, похожим на «какофонию хаоса». Грейвс говорил, что это нетипично для компьютерных игр и живой оркестр нельзя подделать — клавиши на синтезаторе не зазвучат так же. Вручение премии BAFTA оказалось для него приятным шоком.

## Список композиций
Вся музыка написана Джейсоном Грейвсом.
| №                   | Название                                   | Длительность |
| ------------------- | ------------------------------------------ | ------------ |
| 1.                  | «Dead Space Theme»                         | 3:35         |
| 2.                  | «Welcome Aboard the U.S.G. Ishimura»       | 5:21         |
| 3.                  | «The Necromorphs Attack»                   | 5:51         |
| 4.                  | «Fly Me to the Aegis Seven Moon»           | 4:55         |
| 5.                  | «Severed Limbs Are Hazardous Waste»        | 4:56         |
| 6.                  | «Nicole's Farewell»                        | 2:51         |
| 7.                  | «I Left My Heart in Med Lab 3»             | 2:19         |
| 8.                  | «The Leviathan»                            | 3:18         |
| 9.                  | «Cyanide Systems Offline»                  | 3:17         |
| 10.                 | «Entering Zero-G»                          | 2:01         |
| 11.                 | «I've Got You Devolving Under My Skin»     | 3:10         |
| 12.                 | «Manual Survival Mode Seven»               | 4:56         |
| 13.                 | «Plasma Cutters Are Your Friend»           | 3:14         |
| 14.                 | «The Cost of Living Is on the Rise»        | 4:05         |
| 15.                 | «Do Not Vomit — Do Not Shout»              | 2:43         |
| 16.                 | «The Hive Mind»                            | 2:37         |
| 17.                 | «Escape from the Planet of the Red Marker» | 1:58         |
| Общая длительность: | Общая длительность:                        | 61:07        |

Песня «Twinkle, Twinkle, Little Star» выпускалась как бонус на промо-диске Dead Space Original Video Game Soundtrack со звуком DTS Digital Surround 5,1.